# Katja Kadič
Katja Kadič (* 14. června 1995 Lublaň) je slovinská reprezentantka ve sportovním lezení, vítězka Evropského poháru juniorů v boulderingu.

## Výkony a ocenění
- 2011: vítězka Evropského poháru juniorů
- 2014,2017: nominace na prestižní mezinárodní závody Rock Master v italském Arcu, bronzová medaile

### Závodní výsledky
| Arco Rock Master | Arco Rock Master | Arco Rock Master |
| Rok              | 2014             | 2017             |
| ---------------- | ---------------- | ---------------- |
| Bouldering       | 5                | 3                |

| Světový pohár ve sportovním lezení | Světový pohár ve sportovním lezení | Světový pohár ve sportovním lezení | Světový pohár ve sportovním lezení | Světový pohár ve sportovním lezení | Světový pohár ve sportovním lezení | Světový pohár ve sportovním lezení | Světový pohár ve sportovním lezení |
| Rok                                | 2011                               | 2013                               | 2014                               | 2015                               | 2016                               | 2017                               | 2018                               |
| ---------------------------------- | ---------------------------------- | ---------------------------------- | ---------------------------------- | ---------------------------------- | ---------------------------------- | ---------------------------------- | ---------------------------------- |
| Obtížnost                          | 0                                  | 47                                 | 28                                 | —                                  | 31                                 | 55-56                              |                                    |
| jednotlivě*                        | ,33,                               | ,38,21,24,                         | ,18,20,23,23,                      | —                                  | ,11,                               | ,22,                               |                                    |
|                                    |                                    |                                    |                                    |                                    |                                    |                                    |                                    |
| Bouldering                         | 61-64                              | 0                                  | 52                                 | 27                                 | 0                                  | 7                                  | 5                                  |
| jednotlivě*                        | ,18,                               | ,45,                               | ,43,17,                            | ,6,                                | ,35,                               | ,11,5,5,21,7,11,16,                | ,23,11,7,6,10,8,                   |
|                                    |                                    |                                    |                                    |                                    |                                    |                                    |                                    |
| Kombinace                          | —                                  | —                                  | 18                                 | —                                  | —                                  | 21                                 |                                    |

* poznámka: nalevo jsou poslední závody v roce
| Mistrovství Evropy | Mistrovství Evropy | Mistrovství Evropy |
| Rok                | 2015               | 2017               |
| ------------------ | ------------------ | ------------------ |
| Bouldering         | 23-24              | 8                  |

| Mistrovství světa juniorů | Mistrovství světa juniorů | Mistrovství světa juniorů | Mistrovství světa juniorů | Mistrovství světa juniorů |
| Rok                       | 2009 kat. B               | 2010 kat. B               | 2011 kat. A               | 2014 juniorky             |
| ------------------------- | ------------------------- | ------------------------- | ------------------------- | ------------------------- |
| Obtížnost                 | 19                        | 15                        | 22                        | 7                         |
| Rychlost                  | 34                        | 27                        |                           |                           |

| Mistrovství Evropy juniorů | Mistrovství Evropy juniorů | Mistrovství Evropy juniorů |
| Rok                        | 2013 juniorky              | 2014 juniorky              |
| -------------------------- | -------------------------- | -------------------------- |
| Obtížnost                  | 13                         | 5                          |
| Bouldering                 | 6                          | 3                          |

| Evropský pohár juniorů | Evropský pohár juniorů |
| Rok                    | 2011 kat. A            |
| ---------------------- | ---------------------- |
| Bouldering             | 1                      |
| jednotlivě*            | ,                      |

* poznámka: nalevo jsou poslední závody v roce